# Província Ocidental (Papua-Nova Guiné)
A Província Ocidental (em inglês:  Western Province) é uma província costeira no sudoeste do Papua-Nova Guiné, na fronteira com a província Indonésia de Papua.

## Geografia e ecologia
A Província Ocidental cobre 99.300 km² e é a maior província da Papua Nova Guiné por área.